# Shikabe
Shikabe (jap. 鹿部町 Shikabe-chō) – miasto w Japonii, w prefekturze Hokkaido, w podprefekturze Oshima. Według danych na rok 2020 miejscowość zamieszkiwało 3 760 mieszkańców , a gęstość zaludnienia wyniosła 34 os./km².